# Hopea paucinervis
Hopea paucinervis là một loài thực vật thuộc họ Dipterocarpaceae. Đây là loài đặc hữu của Indonesia.